# Peter Fechter

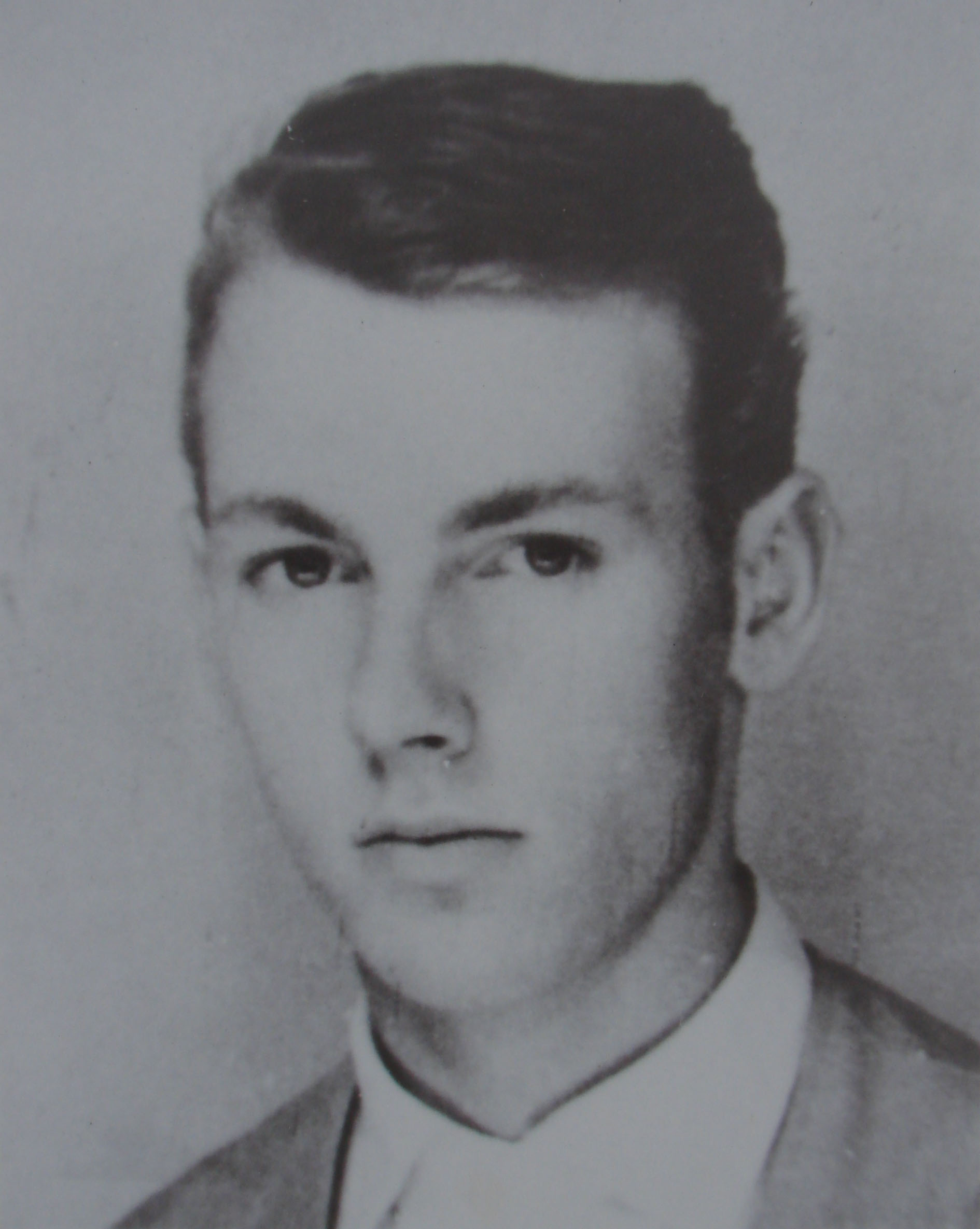
Peter Fechter

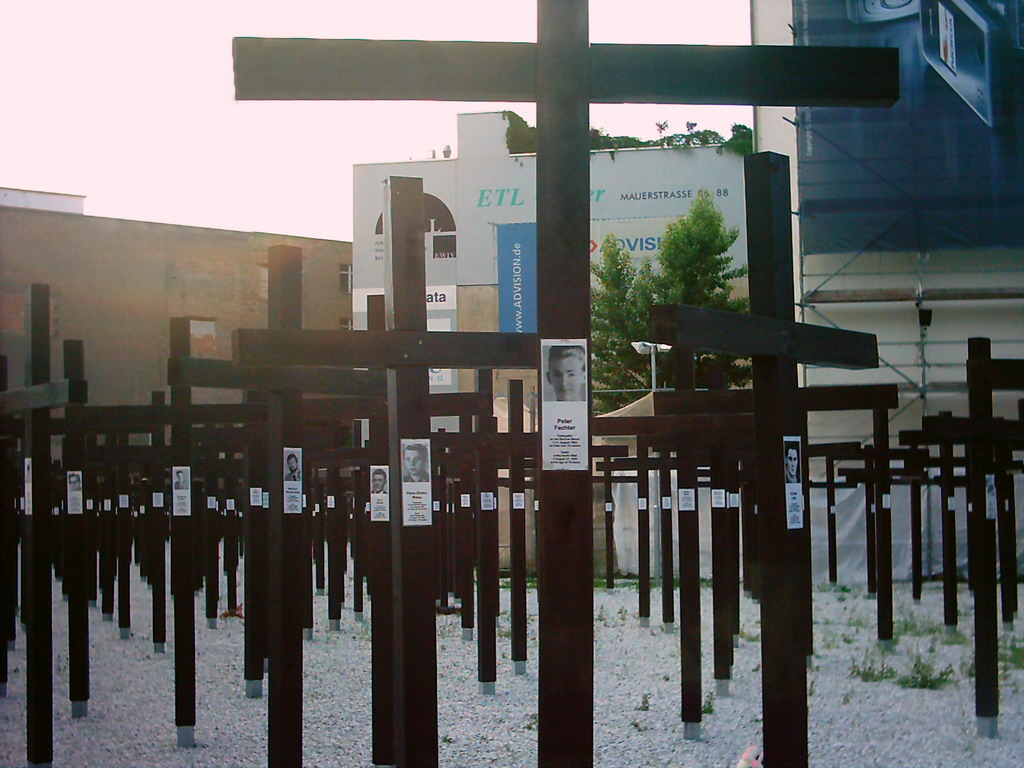
Nơi tưởng niệm Peter Fechter cùng vô số nạn nhân bị lính Đông Đức bắn chết (Fechter là cột gần nhất).

Peter Fechter (ngày 14 tháng 1 năm 1944 - 17 tháng 8 năm 1962) là một thợ xây ở Đông Đức dưới thời chiếm đóng của Liên Xô. Cậu là một trong những nạn nhân nổi tiếng nhất của những lính gác bức tường Berlin. Khi bị lính biên phòng Đông Đức bắn chết, Fechter mới 18 tuổi, và là nạn nhân thứ 50.

## Bối cảnh
Sau khi Chiến tranh thế giới thứ hai chấm dứt, nước Đức bị chia thành bốn vùng chiếm đóng theo Hội nghị Yalta, do các nước Đồng Minh (Mỹ, Liên Xô, Anh và Pháp) kiểm soát và quản lý. Berlin, đã là thủ đô của Đế chế Đức, cũng bị chia làm bốn khu vực tương tự như nước Đức. Cùng lúc đó cuộc Chiến tranh Lạnh giữa Đông và Tây cũng đã bắt đầu trên nhiều bình diện khác nhau. Berlin trở thành trung tâm của cuộc chiến giữa các cơ quan tình báo của cả hai phe. Trong năm 1948 Cuộc phong tỏa Berlin của Liên bang Xô Viết là một trong những cuộc khủng hoảng lớn đầu tiên trong cuộc Chiến tranh Lạnh.
Trước khi bức tường được xây dựng, lực lượng Công an Nhân dân của Đông Đức trong Đông Berlin cũng đã kiểm soát nghiêm ngặt các con đường và phương tiện giao thông đi qua phần phía tây của thành phố để ngăn chặn những người "chạy trốn cộng hòa" và "buôn lậu". Hệ thống kinh tế theo chế độ kinh tế kế hoạch của Đông Đức lại càng suy yếu đi. Bức tường được xây dựng để phục vụ cho ý định của những người cầm quyền Đông Đức, đóng kín cửa biên giới để chấm dứt cái được gọi một cách bình dân là "bỏ phiếu bằng chân" – rời bỏ "quốc gia công nông xã hội chủ nghĩa".
Bức tường Berlin, từng được Chính phủ Cộng hòa Dân chủ Đức gọi là "Tường thành bảo vệ chống phát xít", là một phần của biên giới nội địa nước Đức và đã chia cắt phần Tây Berlin với phần phía đông của thành phố và với lãnh thổ của nước Cộng hòa Dân chủ Đức bao bọc chung quanh Tây Berlin từ ngày 13 tháng 8 năm 1961 đến ngày 9 tháng 11 năm 1989. Bức tường này là một trong những biểu tượng nổi tiếng nhất của cuộc Chiến tranh Lạnh và của việc chia cắt nước Đức. Nhiều người đã bị bắn chết trong khi đang cố vượt qua bức tường được canh gác nghiêm ngặt này để sang Tây Berlin. Vào ngày 24 tháng 8 năm 1961 các phát súng đầu tiên đã bắn chết Günter Litfin, 24 tuổi, trong khi anh cố chạy trốn ở gần Nhà ga trên đường Friedrich. Trong năm 1966 hai trẻ em 10 và 13 tuổi đã bị bắn chết bởi 40 phát súng. Nạn nhân cuối cùng bị bắn chết là Chris Gueffroy vào ngày 6 tháng 2 năm 1989.

## Cái chết của Peter Fechter

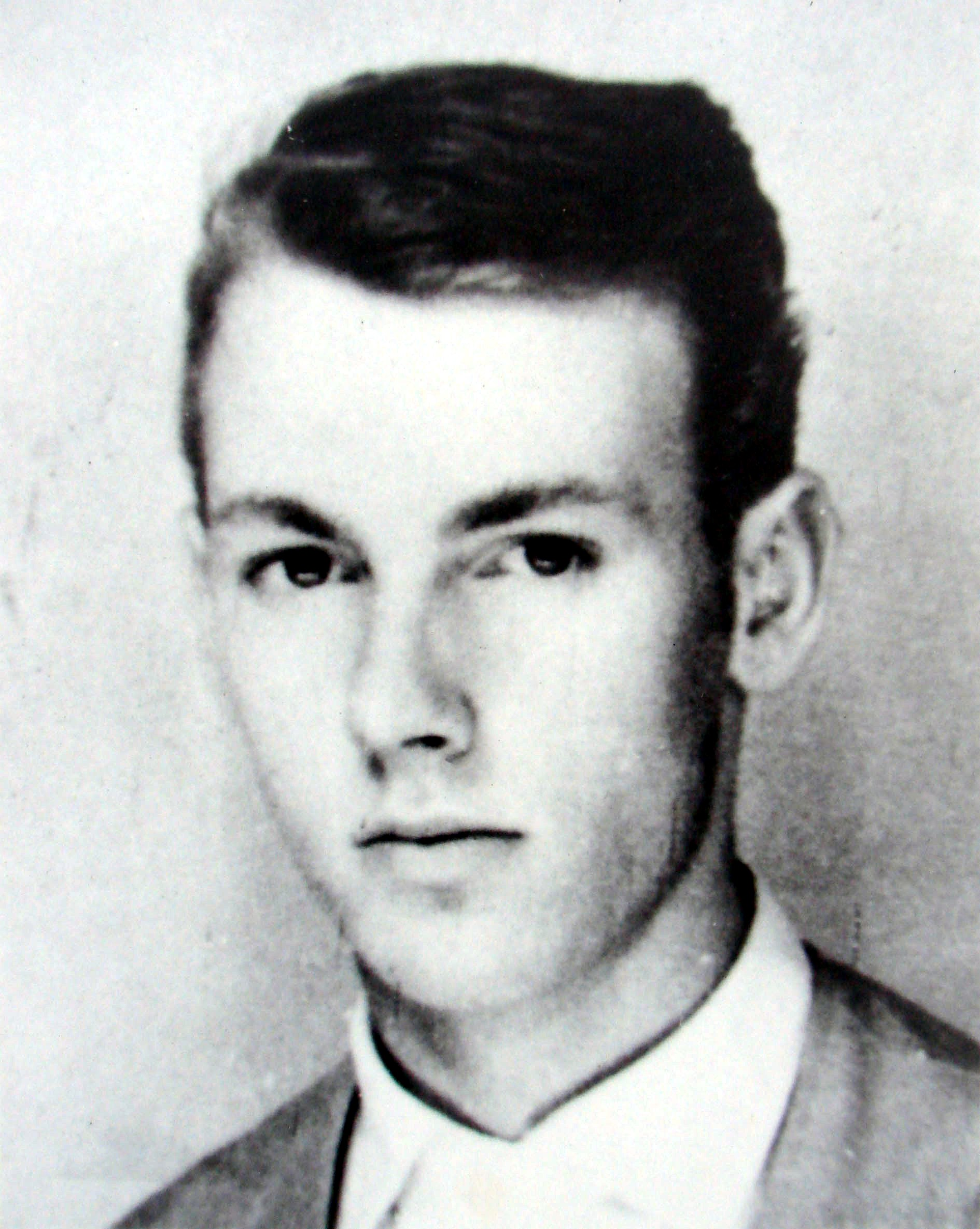
Peter Fechter nằm chết bên tường sau khi bị lính Đông Đức bắn.

Một năm sau khi tường Berlin được xây dựng, Peter Fechter, khi đó 18 tuổi, cùng bạn là Helmut Kulbeik quyết định chạy trốn khỏi nước Đông Đức để đến Tây Đức, chỉ cách nhau một bức tường cao gần 2m có dây thép quấn ở trên. Trưa ngày 17 tháng 8 năm 1962, họ trốn trong xưởng của một thợ gỗ để theo dõi các lính biên phòng Đông Đức (những người này được lệnh bắn hạ bất cứ người nào tìm cách vượt qua bức tường, kể cả phụ nữ và trẻ em).
Khi cả hai người cùng chạy ra và leo lên tường, họ bị lính biên phòng Đông Đức cùng nhắm bắn. Kulbeik nhảy được qua bên phía kia, nhưng Fechter bị bắn trúng vào lưng trước sự chứng kiến của nhiều nhân chứng. Cậu rơi xuống lại bên phía đông bức tường, vướng trong dây thép gai. Fechter khóc và kêu cứu, nhưng lính Đông Đức bỏ mặc cậu. Sau khi bị để cho chảy máu đến chết trong 1 giờ đồng hồ, tiếng kêu khóc nhỏ dần và Fechter chết trong lúc nhân dân Tây Đức thành lập một cuộc biểu tình hàng trăm người ở bên kia bức tường và hét to "Lũ giết người!".
Trong lúc người phía Tây không thể sang cứu do súng chĩa vào họ, một sĩ quan Mỹ ở Tây Đức cũng nhận được lệnh của thượng cấp "không được hành động". Còn phía Đông thì chỉ ra dọn xác chết cả giờ đồng hồ sau đó vì sợ bốc mùi thối.
Sau khi Peter Fechter chết, mọi người mới bắt đầu tỏ ra thương tiếc, nhưng đa phần chỉ có phía Tây tỏ ra thương tiếc. Tỉnh trưởng Tây Berlin ông Herbert Frahm (Willy Brandt) đi đặt vòng hoa, mặc dù họ đã chẳng làm gì để cứu. Sau khi Đông Đức sụp đổ, một nơi tưởng niệm được lập ra ngay tại nơi Fechter bị bỏ mặc đến chết. Mặc dù lính biên phòng Đông Đức được lệnh bắn hạ những người tìm cách vượt qua Bức tường Berlin kể cả phụ nữ và trẻ em, đã có khoảng 5000 người liều mạng leo qua tường Berlin để chạy về phía Tây. Khoảng 200 người đã bị giết.

## Hậu quả luật pháp
Sau khi nước Đức thống nhất, đã có vài vụ xử bắn người tại bức tường này. Trong đó có cả hai người lính biên phòng mà 1962 đã bắn vào người Peter Fechter. Vào tháng 3 năm 1997 tòa án đã xử là 2 người đều có tội giết người. Họ bị xử tù 20 và 21 tháng; tuy nhiên chỉ là tù treo. Cả hai thú nhận đã bắn vào Fechter, nhưng cãi là không có ý định giết anh ta. Vụ án không chứng minh được, phát súng chết người là từ một trong hai, hay cả hai người bị buộc tội hoặc từ một người thứ ba mà bây giờ đã chết.